# 檸檬片星雲
檸檬片星雲，也稱為IC 3568，是個距離地球約1,300秒差距（4,500光年）的行星狀星雲。它位於鹿豹座，距離北極星只有7.5度。它是個相對年輕的星雲，核心的直徑僅約0.4光年。檸檬片星雲是已知星雲中結構最簡單的，在型態上幾乎是完美的球形。它看起來非常類似檸檬，因而得名。這個星雲的核心大多數是電離的氦，並且沒有明顯可見的結構。中心的恆星非常熱和明亮，是漸近的紅巨星，在業餘的望遠鏡下可以看出橘紅色的色調。有個淡淡的星際塵埃暈圍繞著星雲。